# Menegazzia faminensis
Menegazzia faminensis är en lavart som beskrevs av Elix. Menegazzia faminensis ingår i släktet Menegazzia och familjen Parmeliaceae.   Inga underarter finns listade i Catalogue of Life.